# ALSA
Az ALSA (angol betűszó: Advanced Linux Sound Architecture azaz Fejlett Linux Hang Rendszer) egy Linux hangkártyakezelő rendszer. Elsődleges célja volt leváltani az addig használt OSS hangkártyakezelő rendszert,  ellátni a Linux-ot megfelelő hangspecifikus meghajtó programokkal.
Néhány komoly előnye az ALSA-nak, hogy képes automatikusan beállítani a hangkártyát, emellett a többkártyás rendszereket is könnyedén kezeli. Támogatja a piacon fellelhető szinte valamennyi hangeszközt, köztük a speciális USB és más interfésszel rendelkező eszközöket. Jelenlegi változatai, melyek jó ideje minden disztribúcióban megtalálhatóak, kezelik a hardveres keverést, azaz semmiféle CPU-igényes szoftveres megoldásra nincs szükség, ha egyszerre több alkalmazás akar megszólalni.
Jaroslav Kysela vezetésével egy egyszerű meghajtóprogramként indult a Gravis Ultrasound típusú hangkártyákhoz 1998-ban, teljesen külön a Linux-kernelektől, egészen addig, amíg 2002-ben a fejlesztők bemutatták a 2.5-ös kernelverzióban (2.5.4–2.5.5). A 2.6-os verziójú kernelekben már az ALSA az alapértelmezett hang alrendszer, bár az OSS még mindig elérhető, de "obsolete" jelzővel van ellátva és várhatóan a közeljövőben el fogják távolítani.